# ТЕЦ Орадя-Схід
ТЕЦ Орадя-Схід — закрита теплоелектроцентраль на заході Румунії.
З 1960-х років в Ораді працювала ТЕЦ Орадя-Захід, яку за два десятиліття доповнили ще однією теплоелектроцентраллю на східній околиці міста. Тут в 1987, 1988 та 1989 роках стали до ладу три парові турбіни потужністю по 50 МВт, які живились від котлів продуктивністю по 420 тонн пари на годину.
Станція була розрахована на використання вугілля, для видалення продуктів згоряння якого звели димар висотою 153 метри. При роботі на повній потужності ТЕЦ споживала до 1,8 млн тонн вугілля на рік.
Через надмірність існуючих потужностей в системі теплопостачання Ораді у 2000 році ТЕЦ Орадя-Схід закрили. Наразі її споруди повністю демонтовані.